# Diplocephalus guidoi
Espèce
Diplocephalus guidoi est une espèce d'araignées aranéomorphes de la famille des Linyphiidae.

## Distribution
Cette espèce est endémique du Piémont en Italie,. Elle se rencontre vers 1 540 m d'altitude dans le parc naturel des Alpes maritimes.

## Étymologie
Cette espèce est nommée en l'honneur de Guido Badino.

## Publication originale
- Frick & Isaia, 2012 : Comparative description of the Mediterranean erigonine spider Diplocephalus guidoi n. sp. (Araneae, Linyphiidae). Zootaxa, no 3475, p. 65-68.